# Sherira Gaon
El Rabino Sherira Gaon (en hebreo: רב שרירא גאון) vivió alrededor de los años 906-1006, fue un rabino y un prominente filósofo judío. Fue el jefe de la academia talmúdica de Pumbedita en el siglo X. Su trabajo principal fue la Epístola de Sherira Gaon, una historia resumida sobre el origen del Talmud. Fue uno de los sabios Gueonim más conocidos de su tiempo, y fue el padre de Hai ben Sherira Gaon (1038), el último de los grandes eruditos babilónicos. Hai ben Sherira Gaon, menciona que los estudiantes judíos de la ciudad de Constantinopla estaban en Babilonia. La razón de esto fue que en Bizancio en ese tiempo hubo un renacimiento del idioma hebreo y del judaísmo rabínico.

## Epístola de Sherira Gaon
La Epístola de Sherira Gaon del año 987, se escribió en hebreo y respondió a una pregunta de una comunidad de la ciudad de Cairuán, un lugar que se encuentra hoy en Túnez. En la carta, se cuenta la historia de la Mishná y el Talmud. La carta también ofrece información biográfica y genealógica sobre los eruditos talmúdicos. Mientras que sabios como Saadia Gaon combinaron el estudio de la Mishná y la Torá junto con el estudio de la lógica, Sherira Gaon basó sus enseñanzas en la Mesorah, la tradición rabínica y talmúdica. Esto fue necesario porque los judíos caraítas de Túnez rechazaban la Mishná.
Las cartas de responsa rabínica también fueron una fuente de finanzas, de las cuales también vivieron los sabios Gueonim. Debido a la atomización y a la descentralización de las comunidades judías del galut, la diáspora judía, los Gueonim se convirtieron en consejeros, con los cuales los otros judíos podían resolver sus problemas y responder a cuestiones legales.
La carta fue escrita en dos versiones. La versión francesa fue escrita en arameo, y se considera la versión más original. La versión española contiene más textos en hebreo. Ambas versiones afirman que el autor y editor de la Mishná fue Yehudah Hanasí, (El Príncipe).
El valor del texto radica en que es una de las pocas fuentes históricas fiables del período temprano del judaísmo rabínico, junto con las obras de los sabios Tanaim y Amoraim, y el material que se encuentra repartido en ambas versiones del Talmud.